# ジョン・ヒルコート
ジョン・ヒルコート（John Hillcoat、1961年 - ）は、オーストラリアの脚本家・映画監督。

## 略歴
クイーンズランド州で生まれ、カナダのオンタリオ州ハミルトンで育つ。子供の頃に描いた絵がハミルトン・アートギャラリーで展示される。ニック・ケイヴやデペッシュ・モードのミュージックビデオを多く手掛けている。
2009年、コーマック・マッカーシーの小説を映画化した『ザ・ロード』が第66回ヴェネツィア国際映画祭のコンペティション部門に出品された。
2012年、『欲望のバージニア』が第65回カンヌ国際映画祭のコンペティション部門で上映され、10分近くに及ぶスタンディングオベーションを受けた。

## 監督作品
| 年   | 作品名                                       | クレジット |
| ---- | -------------------------------------------- | ---------- |
| 1988 | 亡霊の檻 Ghosts... of the Civil Dead         | 監督・脚本 |
| 1996 | To Have and to Hold                          | 監督・原案 |
| 2005 | プロポジション -血の誓約- The Proposition    | 監督       |
| 2009 | ザ・ロード The Road                          | 監督       |
| 2010 | Red Dead Redemption: The Man from Blackwater | 監督       |
| 2012 | 欲望のバージニア Lawless                     | 監督       |
| 2016 | トリプル9 裏切りのコード Triple 9            | 監督       |

### ミュージックビデオ
- スージー・アンド・ザ・バンシーズ - Stargazer (1995)
- マニック・ストリート・プリーチャーズ - Australia (1996)
- ブッシュ - Personal Holloway (1997)
- プラシーボ - "You Don't Care About Us"(1998)
- Therapy? - Church Of Noise (1998)
- Therapy? - Lonely, Cryin' Only (1998)
- デペッシュ・モード - I Feel Loved (2001)、Freelove (2001)、Goodnight Lovers (2002)
- ジェマ・ヘイズ - Hanging Around (2002)
- ニック・ケイブ・アンド・ザ・バッド・シーズ - Babe I'm On Fire (2003)
- AFI - "Silver and Cold" (2003)

### ドキュメンタリー
- The INXS: Swing and Other Stories (1985)
- Alleys and Motorways (1997) - ロックバンド・ブッシュのドキュメンタリー
- Digital Hardcore Videos (2001)